# Arszenyij Alekszandrovics Tarkovszkij
Arszenyij Alekszandrovics Tarkovszkij (Арсений Александрович Тарковский, Oroszország, Jelizavetgrad, 1907. június 25. [a régi orosz naptár szerint: június 12.] – Moszkva, 1989. május 27.) orosz költő, műfordító; Andrej Tarkovszkij filmrendező apja.

## Élete
Ősei arab fejedelmi törzsből származtak, melynek első ismert tagja a XV. századtól Dagesztán kormányzósága élén állott.
Apja, Alekszandr Karlovics Tarkovszkij, az orosz értelmiség nemes tradícióit adta át fiának.
1925-től 1929-ig az Állami Irodalmi Főiskola hallgatója volt, majd a rádiónál dolgozott.
1926-tól publikált verseket és tárcákat.
1932-től kezdve türkmén, grúz, örmény és arab költőket fordított. Marina Cvetajeva (1892–1941) barátja volt.
Részt vett a második világháború harcaiban, a moszkvai csaták után amputálni kellett egyik lábát.
Önálló verseskötete először 1962-ben, ötvenöt éves korában jelent meg.
Válogatott művei 1982-ben jelentek meg.
Magyarországon verseit először fia, Andrej Tarkovszkij Tükör című filmjében hallhattuk.
Verseit először Baka István fordította magyarra.
Arszenyij Tarkovszkij az orosz „ezüstkor” kései, és az úgynevezett „csendes líra” képviselője volt, aktuálpolitikai kérdésekre soha nem reagált.
Az újra felfedezett kereszténység erkölcse és a vallásos-metafizikai szemlélet az ő, majd fia felfogásán is érezhető.

## Művei
- Перед снегом – Hóesés előtt (1962);
- Земле земное – Earthly to Earth 1966);
- Вестник – Hírvivő (1969);
- Стихотворения – Versek (1974);
- Зимний день – Téli nap (1980);
- Избранное – Válogatott művek (1982);
- Стихи разных лет – Versek különböző évekből (1983 – korai versek)
- От юности до старости – From Youth to Senility (1987)
- Благословенный Свет – Az áldott fény (1993 – posztumusz kiadás)

És mossa, mossa öreges kezével

Az ablakot a szeptemberi szél,

És csapzott hajfürt hull a lány szemére,

És itt van már a városszéli éj.

– (ford.: Baka István)

## Magyarul
- Arszenyij Tarkovszkij versei; vál., ford. Baka István, utószó Szőke Katalin; Európa, Bp., 1988 (Új Pegazus)